# Jason Bourne

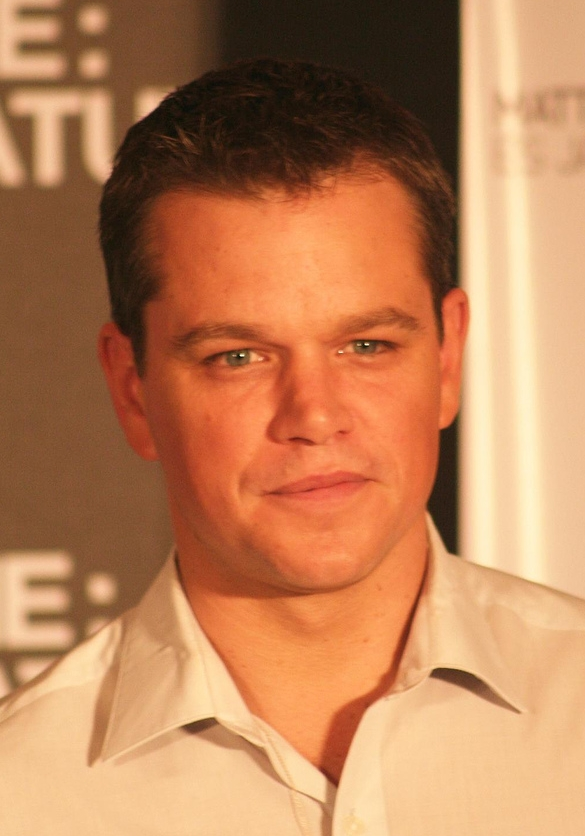
Matt Damon spielt Jason Bourne (2007)

Jason Charles Bourne ist eine von Robert Ludlum erfundene Figur eines Geheimagenten, der als Auftragsmörder für die CIA arbeitet. Die Figur trat erstmals 1980 in seinem Roman The Bourne Identity (Die Bourne Identität) auf. Ludlum schrieb bis zu seinem Tod im Jahr 2001 drei Romane um Bourne.
Die erste Verfilmung erschien 1988 unter dem Titel Agent ohne Namen mit Richard Chamberlain als Jason Bourne. International bekannt wurde die Figur durch die 2002 erschienene Verfilmung Die Bourne Identität, in der Jason Bourne von Matt Damon gespielt wurde. Der Roman Die Bourne Identität hat elf Fortsetzungen, wobei die letzten neun von Eric Van Lustbader geschrieben wurden.

## Vorgeschichte

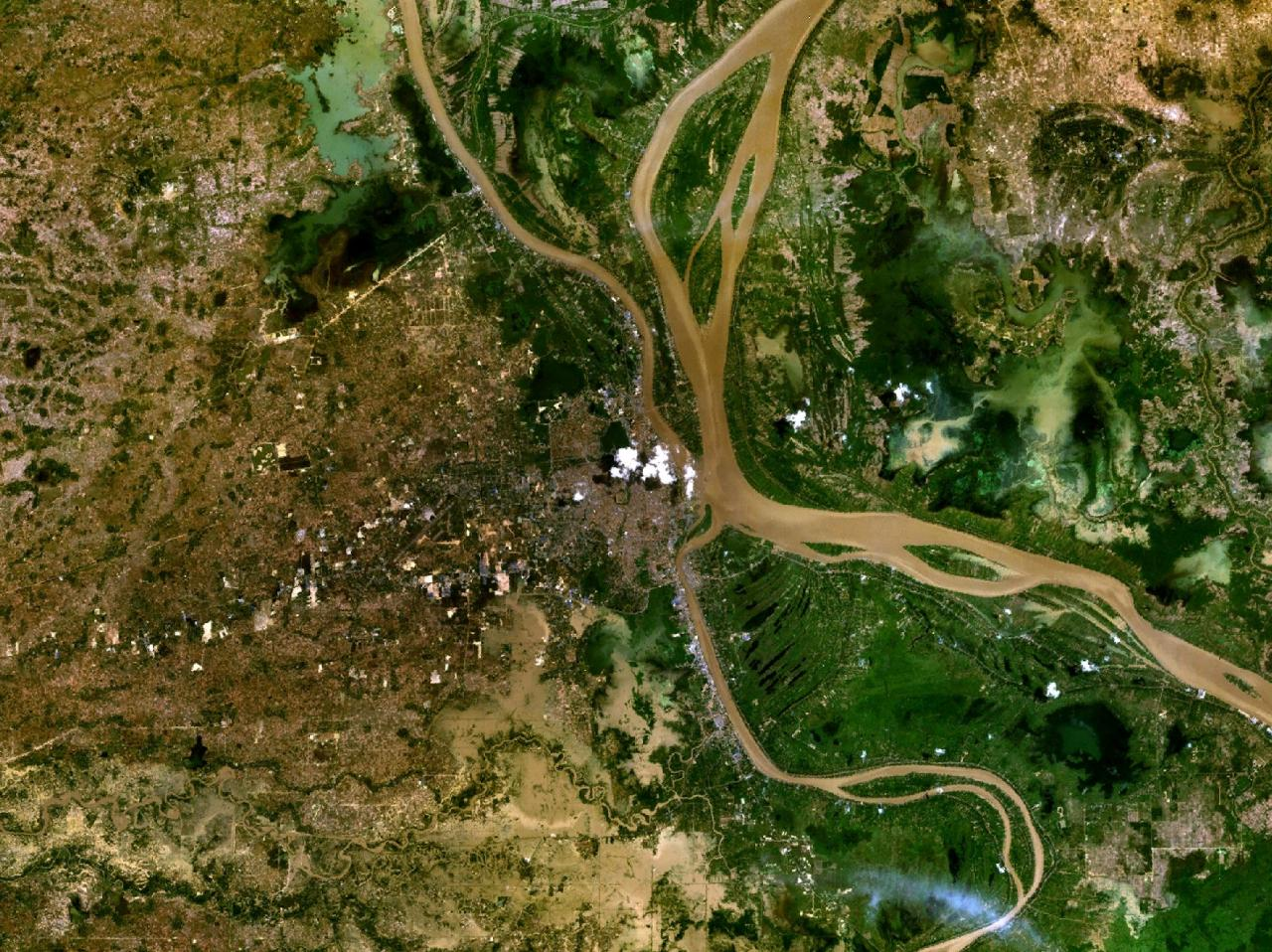
Phnom Penh, gelegen am Zusammenfluss des Mekong und Tonle Sap

Jason Bourne hatte eine beschwerliche Vergangenheit, die ihn im Laufe seines Lebens regelmäßig einholt. Sein bürgerlicher Name lautet David Webb; Jason Bourne ist lediglich eines seiner vielen Pseudonyme. Vor den Ereignissen in Die Bourne Identität war Webb mit einer thailändischen Frau verheiratet und lebte mit ihr und seinen zwei Kindern in Phnom Penh, der Hauptstadt von Kambodscha. Sie wurden getötet, als während des Vietnamkrieges ein Kampfflugzeug zwei Bomben über Kambodscha abwarf und anschließend ein Dorf in der Nähe des Mekong beschoss. Im Hinblick auf die Neutralität Kambodschas während des Krieges übernahm jedoch keine der Konfliktparteien die Verantwortung für diesen Zwischenfall.
Webb hatte nichts mehr, wofür es sich zu leben lohnte. So reiste er nach Saigon (heute: Ho-Chi-Minh-Stadt), der damaligen Hauptstadt Südvietnams, und begann unter der Leitung von Alexander Conklin seine Ausbildung in einer geheimen Spezialeinheit namens Medusa. Dort kannte man ihn nur unter seinem Decknamen Delta One. Der tatsächliche Jason Bourne war ein Landstreicher aus Tasmanien. Er wurde am 25. März 1968 von Delta One in einem Dschungel im Norden der vietnamesischen Provinz Bình Định getötet, weil er als Doppelagent für die NFB tätig war und die Position von Medusa während einer Rettungsmission verraten hat. Hinterher (Operation Treadstone) nahm Webb den Namen als eines seiner Pseudonyme an.

### Medusa

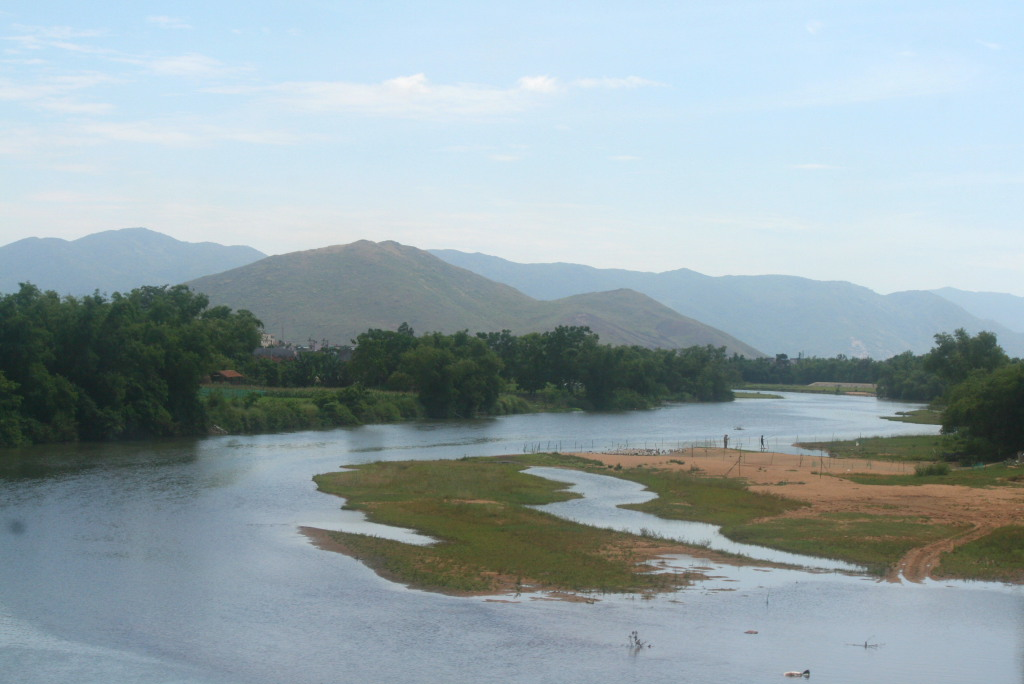
Landschaft der Provinz Bình Định

Nach dem Tod seiner Frau und seiner Kinder wurde David Webb während des Vietnamkrieges von seinem Freund Alexander Conklin, einem CIA-Beamten, für die verdeckt operierende CIA-Einheit Medusa angeworben.
Webb ließ sich darauf ein, weil er fassungslos über den Verlust seiner Familie und der Tatsache war, dass niemand die Verantwortung dafür übernahm, daher trat er Medusa bei, um sein Bedürfnis nach Rache zu befriedigen. Medusa war ursprünglich als Todesschwadron gedacht, die Nordvietnam infiltrieren und mutmaßliche Mitglieder der NFB (Vietcong) und deren Kollaborateure töten sollte.
Der Großteil der Mitglieder von Medusa bestand aus Verbrechern, die David Webb unter seinem Decknamen Delta One anführte, in weiterer Folge wurde Webb für seine Rücksichtslosigkeit, Missachtung von Vorschriften und eine beunruhigende „Erfolgsrate“ seiner Einheit bekannt. Eine weitere Motivation für Webbs rücksichtslosen Führungsstil war unter anderem die Tatsache, dass Davids Bruder Gordon Webb, der als Leutnant der United States Army in Vietnam diente, während eines Einsatzes von David Webb in Saigon entführt wurde.
Während der Rettungsmission für Gordon Webb wurde ein Mitglied von Medusa namens Jason Charles Bourne als Doppelagent für die NFB enttarnt, der die Positionen des Einsatzteams an den Vietcong verraten hatte. Als David Webb (alias Delta One) davon erfuhr, tötete er Bourne im Dschungel im Norden der Provinz Bình Định, weil dieser mit seinem Verrat die Rettungsmission gefährdet hatte, und nachdem es sich bei Medusa um eine geheime Spezialeinheit handelte, wurde die Tötung Bournes niemals öffentlich gemacht, sondern Bourne galt als verschollen.

### Operation Treadstone

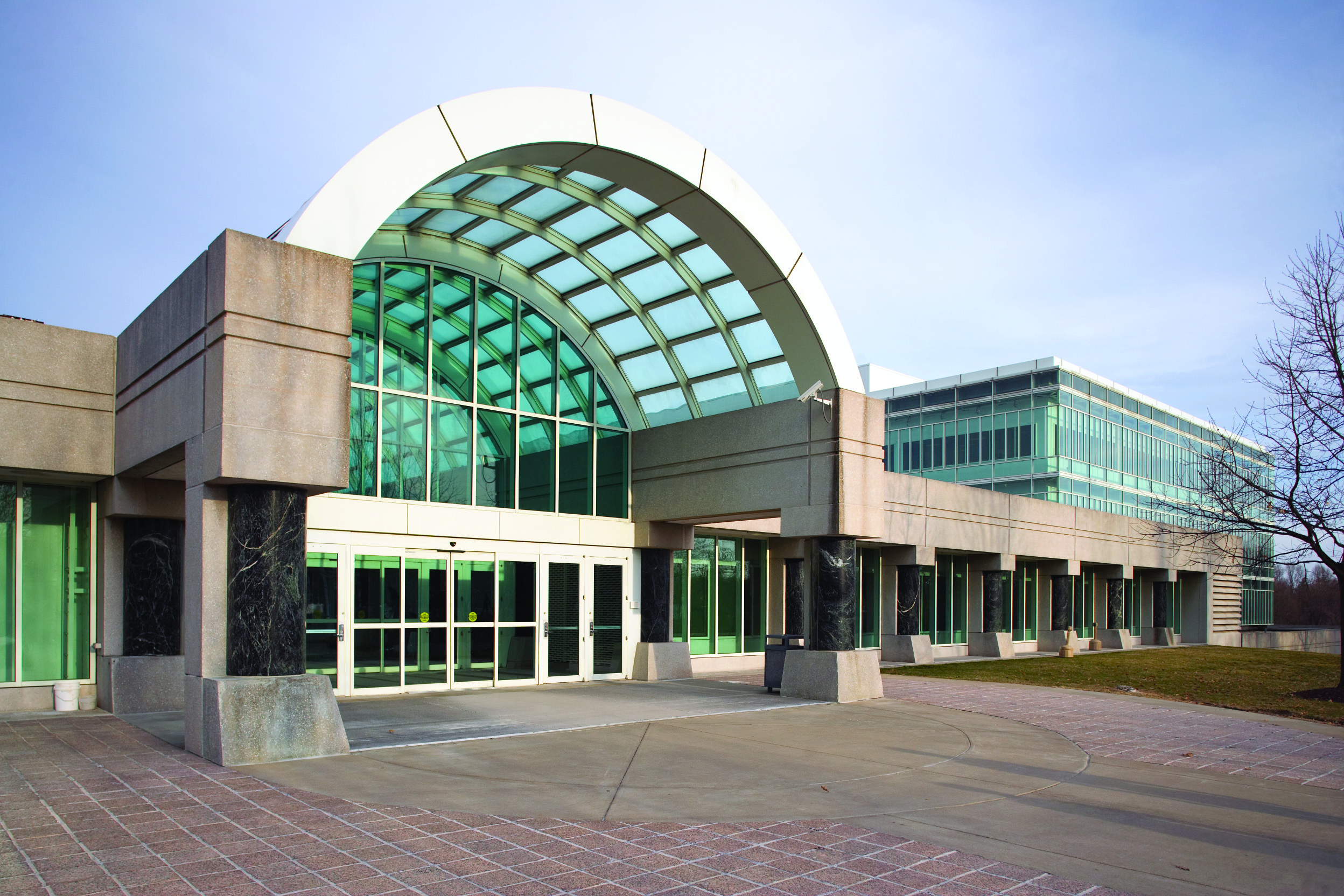
Eingangshalle der CIA-Zentrale

Jahre später gründete David Abbot, der innerhalb der CIA als „Silent Monk of Covert Operations“ bekannt war und auch bereits die im Vietnamkrieg verdeckt operierende CIA-Einheit Medusa gegründet hatte, der auch Webb angehörte, die verdeckte CIA-Operation „Treadstone 71“, die nach einem Gebäude in New York an der 71st Street benannt wurde und für die Abbott Webb rekrutierte.
Ziel dieser CIA-Operation war es, den Terroristen Carlos („der Schakal“) durch einen mehrstufigen Plan aufzuspüren und zu eliminieren:
1. Webb nahm für die Operation die Identität des ehemaligen (und von ihm seinerzeit in Vietnam liquidierten) Medusa-Mitgliedes Jason Bourne an, um dessen Ruf als rücksichtsloser Mörder mit einem langen Vorstrafenregister auszunutzen,
2. Treadstone erschuf aufbauend auf der fiktiven Identität Webbs als „Jason Bourne“ den Mythos eines fiktiven weltweit operierenden Auftragsmörders namens Cain,
3. Der fiktive Cain (alias „Jason Bourne“, alias David Webb) reklamierte von Carlos durchgeführte Attentate für sich, um diesen damit zu provozieren und aus der Reserve zu locken, um ihn letztendlich zu töten.

## Überblick
Insgesamt erschienen zwölf Romane um Jason Bourne. Zwischen 1980 und 1990 veröffentlichte Robert Ludlum drei Romane, 2004 bis 2014 erschienen neun weitere, die von Eric Van Lustbader geschrieben wurden. 1988 wurde einer der Romane erstmals verfilmt. Nach dem Tod des Autors wurden fünf weitere Filme produziert. Darüber hinaus erschien 2008 ein Computerspiel.

### Romane
- 1980: The Bourne Identity (Die Bourne Identität)
- 1986: The Bourne Supremacy (Das Bourne Imperium)
- 1990: The Bourne Ultimatum (Das Bourne Ultimatum)
- 2004: The Bourne Legacy (Das Bourne Vermächtnis)
- 2007: The Bourne Betrayal (Der Bourne Betrug)
- 2008: The Bourne Sanction (Das Bourne Attentat)
- 2009: The Bourne Deception (Die Bourne Intrige)
- 2010: The Bourne Objective (Das Bourne Duell)
- 2011: The Bourne Dominion (Der Bourne Befehl)
- 2012: The Bourne Imperative (Der Bourne Verrat)
- 2013: The Bourne Retribution (Die Bourne Vergeltung)
- 2014: The Bourne Ascendancy (Die Bourne Herrschaft)

### Filme

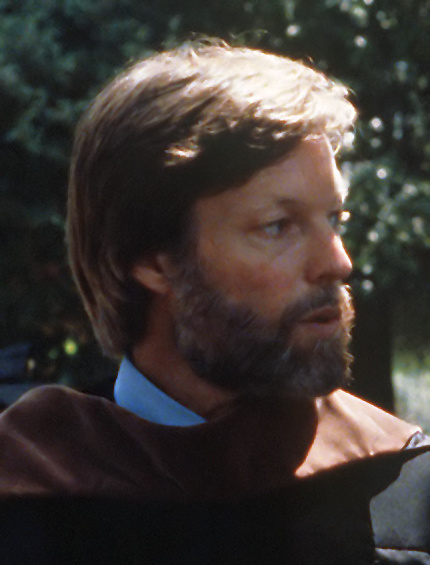
Richard Chamberlain (hier 1982), erster Bourne-Darsteller

- 1988: Agent ohne Namen
- 2002: Die Bourne Identität
- 2004: Die Bourne Verschwörung
- 2007: Das Bourne Ultimatum
- 2012: Das Bourne Vermächtnis
- 2016: Jason Bourne

### Computerspiele
- 2008: Robert Ludlum’s: Das Bourne Komplott

## Filmreihe ab 2002

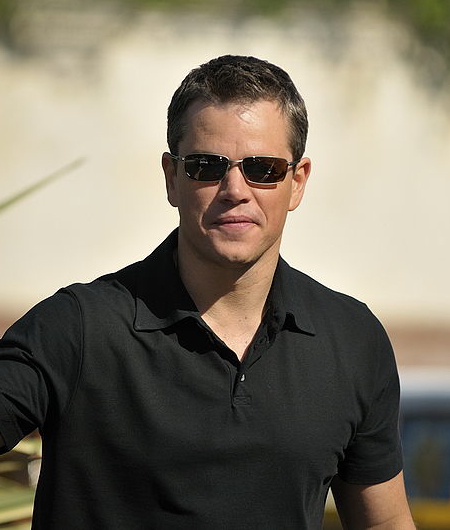
Matt Damon (2009), vierfacher Bourne-Darsteller

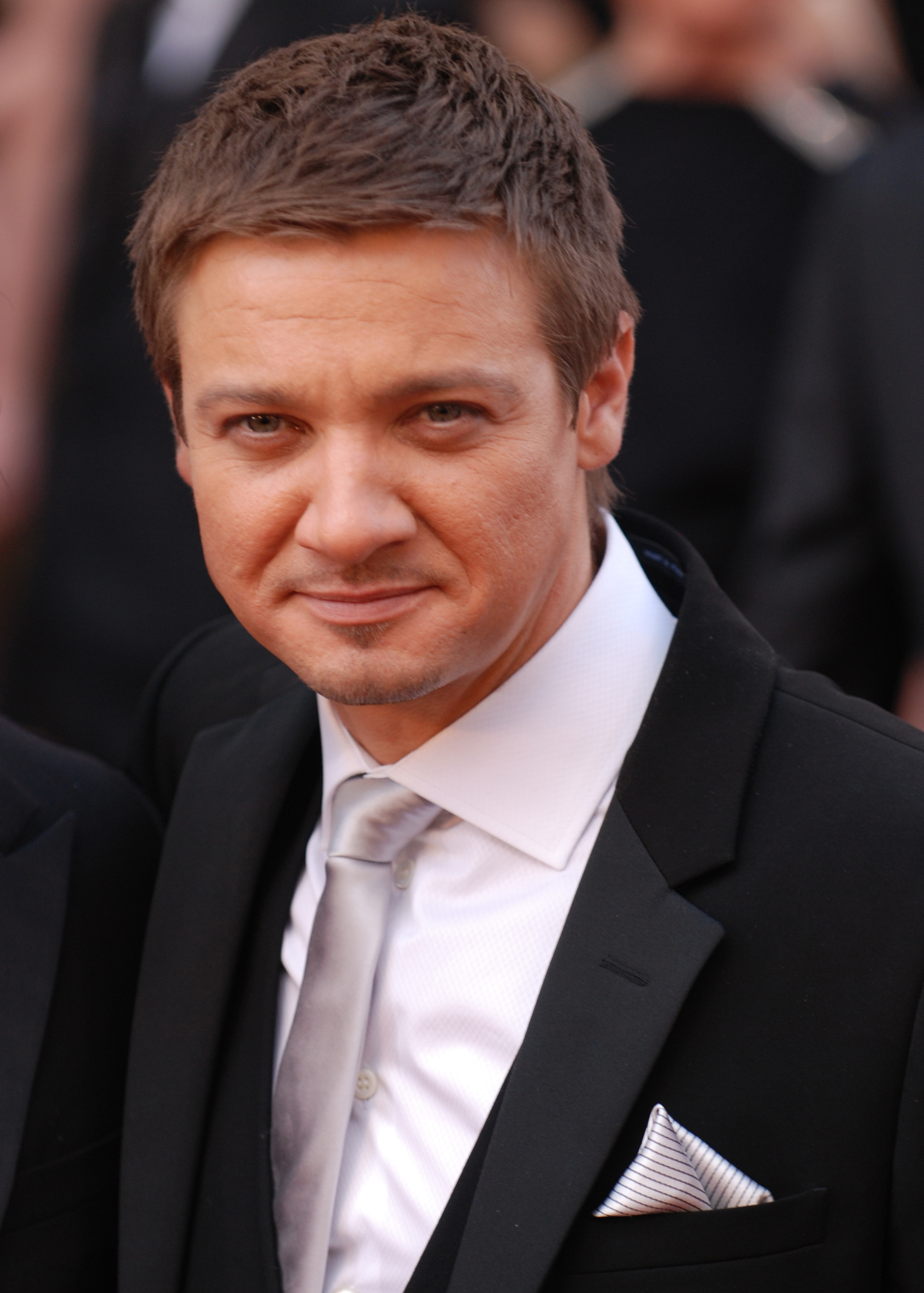
Jeremy Renner (2010), Hauptrolle in Das Bourne Vermächtnis

### Die Bourne Identität
Ein Mann (Matt Damon) wird mit zwei Schusswunden im Rücken im Mittelmeer treibend und einem Gegenstand mit der Nummer eines Schweizer Bankschließfachs in seiner Hüfte gefunden. Nachdem er die Küste erreicht hat, begibt er sich zu dem Schließfach. Auf Grund eines darin gefundenen Reisepasses auf diesen Namen vermutet er, dass sein Name Jason Bourne ist. Des Weiteren befinden sich in dem Schließfach weitere internationale Pässe, eine große Menge verschiedener Währungen und eine Pistole. Er versucht, Schritt für Schritt seine wahre Identität herauszufinden, während er Mordversuchen durch CIA-Agenten entgegentreten muss. Letztlich findet er heraus, dass auch er ein solcher Agent ist, dessen letzter Auftrag schiefgelaufen ist. Bourne bricht seine Verbindungen zur CIA ab und schließt sich mit Marie Kreutz (Franka Potente) zusammen. Sie hilft ihm, seine letzten Erinnerungen vor dem Gedächtnisverlust wiederzuerlangen. Bournes Konflikt mit der CIA erreicht seinen Höhepunkt, als er den Kampf in ihr Wohnzimmer trägt.

### Die Bourne Verschwörung
Etwa zwei Jahre nachdem er herausgefunden hat, dass er ein Agent des Programms ist, und nachdem er den Kontakt zur CIA abgebrochen hat, plagen Jason Bourne Erinnerungen an eine seiner letzten Missionen. Ein Attentat führt zu Maries Tod und er entscheidet sich, Rache zu nehmen, indem er Jagd auf die Verantwortlichen für ihren Tod und seine vergessene Vergangenheit macht. Bourne entdeckt, dass Ward Abbott (Brian Cox) Millionen Dollar von der CIA gestohlen hat. Abbott war einer der Männer, die die Operation Treadstone überwachten – das Programm, das Bourne zu einem Agenten machte. Abbott wollte Bourne die Veruntreuung in die Schuhe schieben und glaubt, dass Bourne wie beabsichtigt getötet wurde. Bourne entlarvt Abbott jedoch vor Pamela Landy (Joan Allen), der CIA-Agentin, die beauftragt wurde, Bourne zu finden, und Abbott begeht Selbstmord. Während einer langen Verfolgungsjagd wird der russische Agent, der für Bournes Tod bezahlt wurde, seinerseits getötet und Bourne verschwindet im Untergrund.

### Das Bourne Ultimatum
Sechs Wochen später bemerkt Bourne, dass ein britischer Journalist seine Vergangenheit untersucht, und kontaktiert ihn, um herauszufinden, wer seine Quelle ist. Daraufhin wird Bourne das Ziel von Operation Blackbriar, einer erweiterten Version der Operation Treadstone, der die Untersuchungen ebenfalls nicht entgangen sind. In dem Glauben, dass Bourne eine Gefahr ist und Rache sucht, beginnt der Leiter von Blackbriar, Noah Vosen (David Strathairn), eine erneute Jagd auf Bourne. Bourne gelangt an geheime Dokumente, die beweisen, dass Blackbriar US-Bürger zum Ziel hatte. Er erhält dabei Unterstützung von Landy, die von Anfang an nicht mit Vosen einer Meinung war und die mit der Existenz von Blackbriar nichts zu tun haben will. Des Weiteren unterstützt ihn die ehemalige Treadstone-Logistikerin Nicky Parsons (Julia Stiles), die, wie sie impliziert, vor Bournes Gedächtnisverlust eine vertrautere Beziehung mit ihm hatte. Schlussendlich begegnet Bourne der Person, die einige Jahre zuvor seine Verhaltensanpassung als erster Treadstone-Agent überwachte. Die Verantwortlichen für Treadstone und Blackbriar werden entlarvt und Bourne verschwindet wieder im Untergrund.

### Das Bourne Vermächtnis
Aaron Cross (Jeremy Renner) ist ein Mitglied der Operation Outcome, eines geheimen Kommandoprogramms des Verteidigungsministeriums der Vereinigten Staaten, das die physischen und mentalen Fähigkeiten von Außendienstagenten durch als „Chems“ bezeichnete Tabletten verbessern soll. Cross wird für das Training nach Alaska geschickt, durchquert dort schroffes Gelände und erreicht eine Hütte, die von einem verbannten Outcome-Agenten betrieben wird. Die Blackbriar- und Treadstoneprogramme wurden öffentlich, woraufhin das FBI und das United States Senate Select Committee on Intelligence die Verantwortlichen ermittelte. Der pensionierte Luftwaffenoberst Eric Byer (Edward Norton), der für die Überwachung der Geheimoperationen der CIA verantwortlich ist, beschließt Outcome zu beenden und seine Agenten zu liquidieren. Cross schafft es, mehrere Anschläge auf sein Leben zu vereiteln, und macht sich auf die Suche nach weiteren Chems, da seine zur Neige gehen. Letztendlich gerät Cross an Dr. Marta Shearing (Rachel Weisz), die seine letzte Möglichkeit ist, an weitere Chems zu gelangen. Sie erzählt ihm von einer Möglichkeit, seine Fähigkeiten dauerhaft zu steigern. Die beiden reisen dazu zu einer Fabrik in Manila. Sie schaffen es, mehreren Anschlägen zu entkommen und fliehen auf die Philippinen.